# Omar Sharif
Omar Sharif (arabul: عمر الشريف'), születési nevén Michel Demitri Chalhoub (Alexandria, 1932. április 10. – Kairó, 2015. július 10.) háromszoros Golden Globe-díjas és César-díjas egyiptomi filmszínész. Az 1950-es évek első felében kezdett el filmezni hazájában, ahol igen hamar népszerűvé vált. Az Arábiai Lawrence (1962) című monumentális angol filmeposzban játszott mellékszerepe tette világhírűvé. Ettől kezdve elsősorban Hollywood foglalkoztatta a legkülönbözőbb műfajú, világhírű produkciók főszereplőjeként.
Az 1970-es évektől kezdve működése fő területe Európa volt. Mindenhol megállta a helyét, hiszen több nyelven beszélt folyékonyan: az arab, az angol, a görög és a francia nyelv mellett az olasz és a török nyelvben is jártas volt. A filmek világán kívül elsősorban a szerencsejátékok iránti vonzódásáról volt ismert, a bridzsben egyenesen szaktekintélynek számított: több könyvet írt a témában, illetve 1992-ben került piacra az Omar Sharif Bridge című számítógépes játék. 2006-tól felhagyott a szerencsejátékkal, hiszen nyilatkozata szerint a családjával szeretett volna tölteni minél több időt.

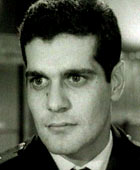
1961-ben

## Élete

### A kezdetek
Michel Demitri Chalhoub néven, Egyiptomban született, 1932-ben. Édesapja Joseph Chalhoub fakereskedő, édesanyja Claire Saada volt. A római katolikus család szíriai származású. Omar kitűnően tanult, az alexandriai Victoria College-ban, majd a Kairói Egyetemen matematika–fizika szakos hallgató volt. Noha már akkoriban is a színészi pályáról álmodozott, a diplomája megszerzését követő néhány évben mégis édesapja fűrészáruüzletében kellett dolgoznia. 
A jóképű, sportos külsejű fiatalember a család régi barátja segítségével került be a filmvilágba, és kapott szerepet a Siraa Fil-Wadi című 1954-es romantikus filmben. Ekkor vette fel az Omar El-Chérif művésznevet, melyet később Omar Sharifre változtatott. Partnernője Egyiptom egyik legnagyobb filmcsillaga, Faten Hamama volt. A két fiatal között szerelem szövődött, és már 1954-ben összeházasodtak. Három évvel később megszületett fiuk, Tarek. A házaspár további több filmben szerepelt együtt, Sharif pedig népszerűségben hamar utolérte, sőt túl is szárnyalta feleségét. Mindezt úgy, hogy semmiféle színészi képzettsége nem volt, menet közben tanulta a szakmát. Szerelmesfilmekben és kalandtörténetekben játszott főszerepeket. A Goha (1958) című francia–tunéziai koprodukció volt az első alkotás, amely a külföld figyelmét is felhívta rá. 
Az elismert brit rendező, David Lean Sherif Ali szerepét osztotta rá az Arábiai Lawrence (1962) című látványos életrajzi filmjében, melyben olyan színészek játszottak még fontos szerepeket, mint Peter O’Toole, Alec Guinness, Anthony Quinn, Jack Hawkins, José Ferrer, Anthony Quayle és Claude Rains. Sharif összebarátkozott a főszerepet játszó O’Toole-lal, akit szintén ez a produkció emelt a sztárok sorába. Mindkét művészt Oscar-díjra jelölték alakításukért, de egyikőjük sem nyert, bár különböző kategóriákban a filmet hét aranyszobrocskával díjazták. Ha Sharif az Oscart nem is, de a Golden Globe-ot előzőleg már elnyerte Sherif Ali megformálásáért. Ettől kezdve Hollywood is igényt tartott a férfias megjelenésű színészre, aki családjával az Egyesült Államokba költözött.

### A hollywoodi sztár
Döntését valószínűleg nem bánta meg, hiszen folyamatosan kapta a szerepeket, kitűnő partnerek mellett, a szakma elismert mestereinek irányításával. Anthony Mann a „szandálos filmek” hattyúdalának számító A Római Birodalom bukása (1964) című szuperprodukciójában foglalkoztatta, amely Commodus, római császár uralkodása idején játszódik. A látványos és romantikus alkotás főszerepeit Sophia Loren, Stephen Boyd, James Mason, Christopher Plummer, Alec Guinness, Anthony Quayle és Mel Ferrer játszották. Fred Zinnemann Húsz év után (1964) című háborús drámájában Sharif Gregory Peck és Anthony Quinn partnere volt, s bár alakítását a kritikusok dicsérték, a film nem lett sikeres. Több szerencséje volt A sárga Rolls-Royce (1964) című romantikus vígjátékkal, Anthony Asquith filmje ugyanis népszerű lett a közönség körében. Ehhez persze a parádés szereposztás is hozzájárult, hiszen olyan művészek játszottak még a filmben, mint Ingrid Bergman, Rex Harrison, Shirley MacLaine, Jeanne Moreau, George C. Scott, Alain Delon és Art Carey. A sikerszéria 1965-ben folytatódott. A La Fabuleuse aventure de Marco Polo (Marco Polo csodálatos kalandja) című, öt ország (köztük Egyiptom) koprodukciójaként készült kalandfilmben Alla Hou sejket játszotta Horst Buchholz, Akim Tamiroff, Elsa Martinelli, Robert Hossein és Anthony Quinn partnereként. (A filmet más szereposztással, más rendezővel már 1962-ben elkezdték forgatni, de a munka akkor félbeszakadt.) A Dzsingisz kán című történelmi kalandfilmben a címszereplőt, a híres hadvezért alakította. Partnerei: Stephen Boyd, Telly Savalas, Eli Wallach, James Mason és Françoise Dorléac. Borisz Paszternak azonos című regényéből készült David Lean világsikerű alkotása, a Doktor Zsivágó, amelyben a címszerepet játszotta. A színész eredetileg Pavel Antipov szerepére pályázott, nagy volt tehát a meglepetése, hogy Lean a főszerepet adta neki. Partnerei: Julie Christie, Geraldine Chaplin, Rod Steiger, Alec Guinness, Tom Courtenay, Rita Tushingham és Ralph Richardson. A még gyermek Jurij Zsivágót Sharif kisfia, Tarek játszotta. A sztár alakításáért elnyerte a Golden Globe-ot, furcsa módon azonban Oscarra már nem jelölték.

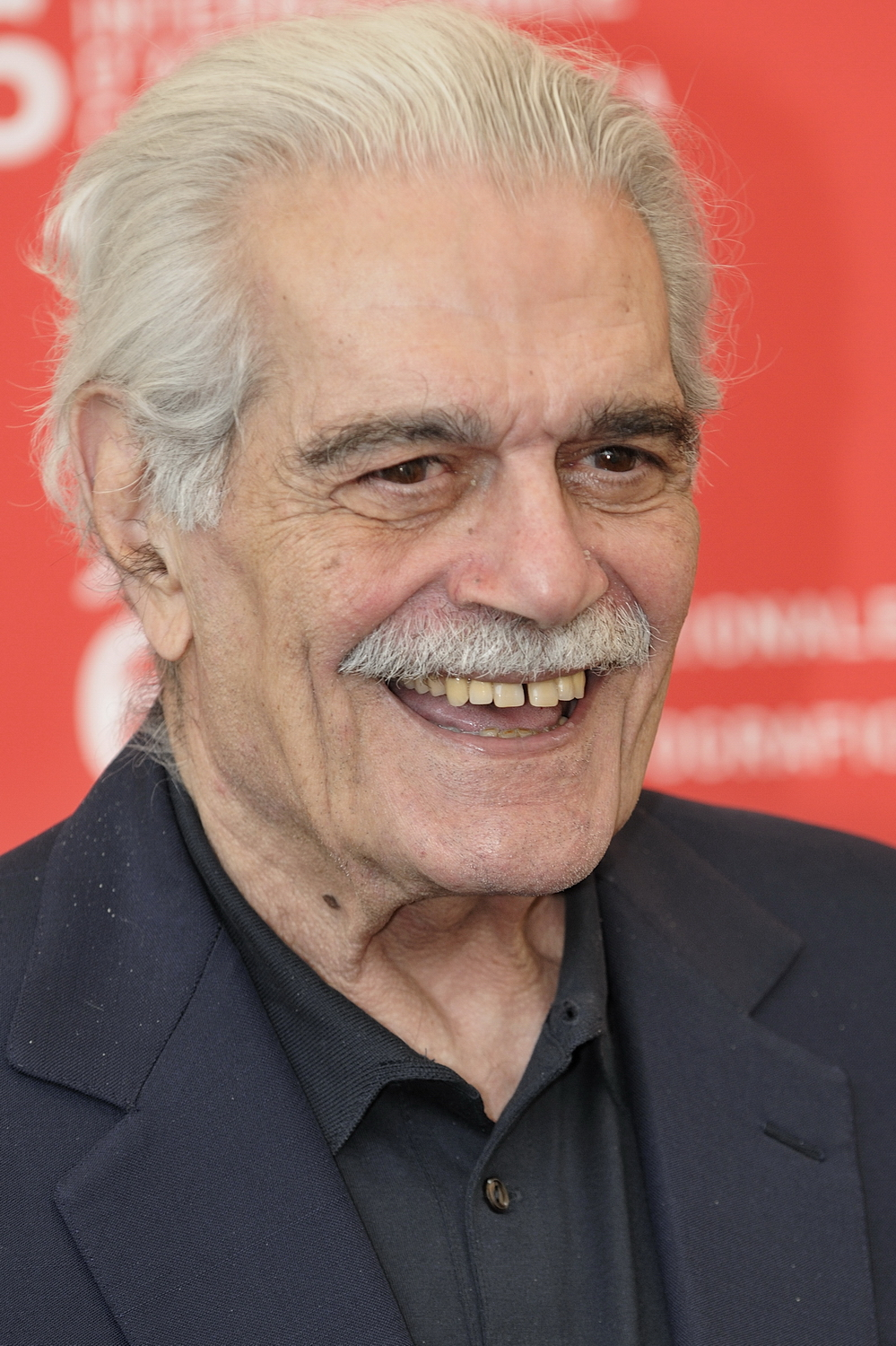
2009-ben

A korai Bond-filmek rendezője, Terence Young rendezte A mák virága is virág (1966) című filmet a Bond-regények szerzője, Ian Fleming története alapján. A szereposztás újfent sztárparádé: Sharif mellett Stephen Boyd, Yul Brynner, Senta Berger, Angie Dickinson, Hugh Griffith, Jack Hawkins, Rita Hayworth, Trevor Howard, Marcello Mastroianni és az énekesként ismert Trini Lopez játszanak fontos szerepeket. (Kuriózum, hogy egy kisebb szerepben az egykori hollywoodi filmcsillag, Grace Kelly önmagát, a monacói hercegnét alakítja.) Anatole Litvak A tábornokok éjszakája (1967) című, háborús időkben játszódó bűnügyi filmjében Sharif ismét együtt játszott jó barátjával, Peter O’Toole-lal. A Hamupipőke-mese olasz változata a C’era una volta… (1967), melyben Omar Sharif természetesen a herceget játszotta, a modern Hamupipőke – itt Isabellának hívják – Sophia Loren volt. A Francesco Rosi filmjében elhangzó dalokat maguk a szereplők énekelték, Sharif következő filmje pedig egyenesen egy musical volt, a Funny Girl (1968). William Wyler alkotását 8 kategóriában jelölték Oscar-díjra, de csak a főszereplő Barbra Streisand nyert. (Megosztva kapta meg a díjat Katharine Hepburnnel, akit egy másik filmért díjaztak.) Sharif játszotta Nick Arnsteint, a híres kártyajátékost, a hősnő nagy szerelmét. Szereplése nagy vihart kavart szülőhazájában, ahol nem nézték jó szemmel, hogy az arab Sharif a zsidó Streisanddel játszik együtt, ráadásul szerelmespárt. A Mayerling (1968) Rudolf trónörökös és Vetsera Mária tragikus szerelmének históriája Terence Young rendezésében. Sharif volt Rudolf, Máriát pedig a fiatal Catherine Deneuve alakította, további főszereplők: Ava Gardner és James Mason. A magyar mozikban is nagy siker volt J. Lee Thompson westernje, a kritikusok által fanyalogva fogadott Mackenna aranya (1969). Ebben a színész negatív szerepet játszott, Coloradót, a veszedelmes banditát, aki arra kényszeríti Mackennát, a seriffet (Gregory Peck), hogy vezesse el őt az apacsok titkos aranyát rejtő kanyonba. További szereplők: Julie Newmar, Camilla Sparv, Ted Cassidy, Telly Savalas, Eli Wallach, Anthony Quayle és Edward G. Robinson. Sidney Lumet rendezte A találkozás (1969) című drámát, amely egy tragikus szerelem története, akárcsak a Mayerling. A női főszereplő: Anouk Aimée. A marxista forradalmár, Che Guevara életének hollywoodi stílusú feldolgozása Richard Fleischer Che! (1969) című drámája, amelyben a címszerepet játszó Sharif mellett Fidel Castrót Jack Palance alakította. Sharif állítólag szerződésébe foglaltatta, hogy az alkotók Che alakját nem fogják eltorzítani. Kedvező fogadtatásban részesült James Clavell Az utolsó völgy (1970) című, a harmincéves háború idején játszódó drámája, melyben Sharif egy tanítót formált meg Michael Caine, Florinda Bolkan és Nigel Davenport partnereként.

### Az európai filmek vendégsztárja

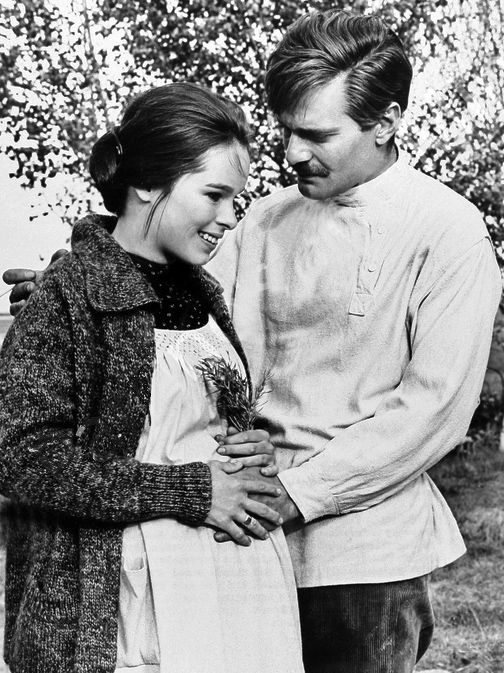
Geraldine Chaplinnel a Doktor Zsivágó című filmben (1965)

Az 1970-es évek elején Sharif házat vásárolt Párizsban, és egyre gyakrabban vállalt filmszerepeket Európában, főleg francia produkciókban. Henri Verneuil A betörés (1971) című bűnügyi filmjében negatív figurát játszott Jean-Paul Belmondo partnereként, aki jó barátja lett. További szereplők: Robert Hossein, Renato Salvatori, Dyan Cannon és Nicole Calfan. Drámai alkotás volt Az asszony és az elítélt (1972), amelyben ismét Florinda Bolkannel játszott együtt. Pályafutása egyik legismertebb szerepe, Nemo kapitány megformálása a Verne-regény alapján készült A rejtelmes sziget (1973) című koprodukciós kalandfilmben a gyerekek körében is népszerűvé tette. Juan Antonio Bardem és Henri Colpi közös alkotását tévésorozatként is bemutatták. A Nautilus kapitánya, Nemo után a Britannic óriáshajó kapitányát alakította Richard Lester Pénzt vagy életet! (1974) című izgalmas kalandfilmjében: egy terrorista bombákat helyezett el a hajón, és csak nagy összegű váltságdíj esetén hajlandó elárulni hatástalanításuk módját. További szereplők: Richard Harris, David Hemmings, Anthony Hopkins, Ian Holm és Roy Kinnear. A Funny Girl folytatásaként készült Funny Ladyben (1975) Sharif már csak epizódszerepet kapott Streisand és az új férfi sztár, James Caan oldalán. A produkció megbukott a mozikban, Sharif pedig lényegében elveszítette sztárstátusát. Továbbra is sokat forgatott, válása és szerencsejáték-szenvedélyével összefüggő anyagi nehézségei miatt azonban nem válogatott a felkérések között. Az 1970-es évek közepétől készült filmjei közül több alkotás is ugyan sikert aratott, de viszonylag kevés volt az, amelyik színészi szempontból is igényes feladatot jelentett számára.
1979-ben két, sztárparádéval készült amerikai film szereplőgárdájában bukkant fel. Richard Fleischer Ashanti című kalandfilmjének színvonalán sajnos a többi szereplő, Michael Caine, Peter Ustinov, Kabir Bedi, Rex Harrison és William Holden sem tudott segíteni. Nem volt túl jó visszhangja Terence Young Vérvonal című krimijének sem, amelyben az Audrey Hepburn által megformált özvegy kerül életveszélybe népes rokonságának valamelyik tagja által. A lehetséges gyanúsítottak Sharifon kívül: Ben Gazzara, James Mason, Claudia Mori, Irene Papas, Maurice Ronet és Romy Schneider, a nyomozó: Gert Fröbe. A magyar nézők megkésve láthatták a ZAZ-trió Top Secret (1984) című paródiáját Val Kilmer főszereplésével. Sharif Cedric ügynök szerepét játszotta a filmben. Andrzej Wajda Az ördögök (1988) című drámája Dosztojevszkij regénye alapján készült nemzetközi szereposztásban, melynek tagja volt például Isabelle Huppert, Bernard Blier és Jerzy Radziwilowicz is. Rendkívül kedvező visszhangja volt a Monsier Ibrahim és a Korán virágai (2003) című francia filmnek, amely egy mozlim fűszeres és egy zsidó kisfiú rendhagyó barátságáról szól. Az Hidalgo – A tűz óceánja (2004) című kalandfilmben Sharif Riyadh sejket alakította, aki a címben szereplő 3 ezer mérföldes sivatagi versenyre hívja meg a valaha jobb napokat látott főhőst (Viggo Mortensen) Hidalgo nevű musztángjával. Roland Emmerich I. e. 10 000 (2008) című szuperprodukciójában Sharif volt a narrátor. A színész az 1980-as évektől rendszeresen forgatott a televízió számára is, főleg történelmi filmekben játszott kicsiny, de fontos szerepeket.

## Magánélete
Sharif és Faten Hamama 1955-ben kötött házassága majdnem 20 évvel később, 1974-ben felbomlott.
A művész 1992-ben bypass műtéten esett át, két évvel később pedig enyhébb szívrohama volt. Addig állítólag napi 50 cigaretta volt az adagja, de a műtét után teljesen felhagyott a dohányzással. A békés és barátságos sztár idős korában került be a botránykrónikákba. 2003. augusztus 5-én lefejelt egy rendőrt egy párizsi kaszinóban, miután a buzgó közeg megpróbált közbeavatkozni abba a vitába, ami a színész és az egyik krupié között bontakozott ki. Sharifet egy hónap felfüggesztett börtönre ítélték, továbbá 1700 amerikai dollárra megbírságolták, plusz 340 dollárt kellett fizetnie a rendőrnek is. 2007. február 13-án bűnösnek találták abban, hogy megtámadott egy Beverly Hills-i parkolóalkalmazottat, akinek eltörte az orrát.

## Halála
2015. július 10-én a délutáni órákban érte a halál, miután szívinfarktust kapott, s egy kairói kórházban kezelték. Nem sokkal előtte kiderült, hogy Alzheimer-kórban szenvedett. 2015-ben szerepelt utoljára filmben.

## Filmjei
- 2015 Inventions and the World of Ibn Al-Haytham (utolsó filmje, kisjátékfilm)
- 2013 Rock the Casbah
- 2013 Un château en Italie (önmagát játssza)
- 2009 J’ai oublié de te dire
- 2008 I. e. 10 000 (10,000 BC) (mint narrátor)
- 2006 One Night with the King
- 2006 Rudolf – Sissi egyetlen fia (Kronprinz Rudolf) (tévéfilm)
- 2006 The Ten Commandments (tévéfilm)
- 2006 Fuoco su di me
- 2005 San Pietro (tévéfilm)
- 2005 The Search for Eternal Egypt (tévéfilm) (mint narrátor)
- 2005 Péter, a kőszikla (St. Peter)
- 2004 Benji: Off the Leash!
- 2004 Hidalgo – A tűz óceánja (Hidalgo)
- 2003 Petits mythes urbains (tévésorozat, a Der Laufsteg, a Mort ou vif / Tot oder lebendig, a Der Ring és a Témoin à charge / Was der Zeuge sah című epizódokban)
- 2003 Monsier Ibrahim és a Korán virágai (Monsieur Ibrahim et les fleurs du Coran)
- 2001 Shaka Zulu – Az erőd (Shaka Zulu: The Citadel) (tévéfilm)
- 2001 Széfbe zárt igazság (The Parole Officer)
- 2001 Censor
- 1999 A 13. harcos (The 13th Warrior)
- 1997 Mennyország és pokol között (Heaven Before I Die)
- 1996 Gulliver’s Travels (tévéfilm)
- 1995 Nagy Katalin (Catherine the Great) (tévéfilm)
- 1994 Vörös sas (Lie Down with Lions) (tévéfilm)
- 1993 Dehk, we leab we gad we hob
- 1993 Mayrig (tévésorozat)
- 1992 Mrs. ’Arris Goes to Paris (tévéfilm)
- 1992 Tengoku no Taizai
- 1992 588 rue paradis
- 1992 Törvényen kívül (Beyond Justice)
- 1991 Éjféli emlékek (Memories of Midnight) (tévéfilm)
- 1991 Mayrig
- 1991 al-Moaten Masry
- 1990 Viaggio d’amore
- 1990 A Hold hegyei (Mountains of the Moon) (nem szerepel a stáblistán)
- 1990 Le Roi de Patagonie (tévéfilm)
- 1990 A szivárványtolvaj (The Rainbow Thief)
- 1989 al-Aragoz
- 1989 A sivatag törvénye (Il Principe del deserto) (tévésorozat)
- 1989 Quattro piccole donne (tévéfilm)
- 1988 A szerelem oltárán (Les Pyramides bleues)
- 1988 Az ördögök (Les Possédés)
- 1988 A szabadság kulcsa (Keys to Freedom)
- 1987 Svindli a javából (Grand Larceny)
- 1986 Anasztázia (Anastasia: The Mystery of Anna) (tévéfilm)
- 1986 The Mind of David Berglas (tévésorozat, 1 epizódban)
- 1986 Harem (tévéfilm)
- 1986 Nagy Péter (Peter the Great) (tévésorozat)
- 1985 Edge of the Wind (tévéfilm)
- 1985 Vicious Circle (tévéfilm)
- 1984 Top Secret
- 1984 Távoli pavilonok (The Far Pavilions) (tévéfilmsorozat)
- 1983 La Martingale (tévéfilm)
- 1983 Ayoub
- 1981 Zöld gyémánt / Smaragdháború (Green Ice)
- 1981 Inchon (nem szerepel a stáblistán)
- 1980 Mindent egy lapra tévéfilm (Pleasure Palace)[6]
- 1980 Szimat nyomozó (Oh Heavenly Dog)
- 1980 The Baltimore Bullet
- 1980 S+H+E: Security Hazards Expert
- 1979 Vérvonal (Bloodline)
- 1979 Ashanti
- 1977 Mysteries of the Great Pyramids (tévéfilm)
- 1976 A Rózsaszín Párduc újra lecsap (The Pink Panther Strikes Again) (nem szerepel a stáblistán)
- 1976 Nyerő páros (Ace Up My Sleeve)
- 1975 Funny Lady
- 1974 Pénzt vagy életet! (Juggernaut)
- 1974 Kémek keringője (The Tamarind Seed)
- 1973 A rejtelmes sziget (L’Île mystérieuse) (tévésorozat)
- 1973 A rejtelmes sziget (La Isla misteriosa)
- 1972 Az asszony és az elítélt (Le Droit d’aimer)
- 1971 A betörés (Le Casse)
- 1971 The Horsemen
- 1970 Az utolsó völgy (The Last Valley)
- 1969 Trois hommes sur un cheval (nem szerepel a stáblistán)
- 1969 Bracken’s World (tévésorozat, a Fade-In című epizódban)
- 1969 Che!
- 1969 A találkozás (The Appointment)
- 1969 Mackenna aranya (Mackenna's Gold )
- 1968 Mayerling
- 1968 Funny Girl
- 1967 C’era una volta…
- 1967 A tábornokok éjszakája (The Night of the Generals)
- 1966 A mák virága is virág (Poppies Are Also Flowers)
- 1965 Doktor Zsivágó (Doctor Zhivago)
- 1965 La Fabuleuse aventure de Marco Polo
- 1965 Dzsingisz kán (Genghis Khan)
- 1965 El Mamalik
- 1964 A sárga Rolls-Royce (The Yellow Rolls-Royce)
- 1964 Húsz év után / Íme, egy fakó ló! (Behold a Pale Horse)
- 1964 A Római Birodalom bukása (The Fall of the Roman Empire)
- 1962 Arábiai Lawrence (Lawrence of Arabia)
- 1961 Ishayat hub
- 1961 Nahr el hub
- 1961 Fi baitina rajul
- 1961 Gharam el assiad
- 1961 Hubbi el wahid
- 1960 Bidaya wa nihaya
- 1960 Lawet el hub
- 1959 Seraa fil Nil
- 1959 Min ajal emraa
- 1959 Maweed maa maghoul (Omar El-Cherif néven szerepel a stáblistán)
- 1959 Fadiha fil Zamalek
- 1959 Sayedat el kasr
- 1958 Goha (Omar Chérif néven szerepel a stáblistán)
- 1958 Shatie el asrar
- 1958 La anam
- 1958 Ghaltet habibi
- 1957 Ard el salam
- 1956 La Châtelaine du Liban
- 1956 Siraa Fil-Mina
- 1955 Ayyamine el helwa
- 1954 Shaytan al-Sahra
- 1954 Siraa Fil-Wadi

## Fontosabb díjak és jelölések

### Oscar-díj
- 1963 jelölés Arábiai Lawrence (legjobb férfi mellékszereplő)

### Golden Globe-díj
- 1963 díj Arábiai Lawrence (legjobb férfi mellékszereplő és legígéretesebb új férfi színész)
- 1966 díj Doktor Zsivágó (legjobb férfi színész – dráma kategóriában)

### Bambi-díj
Megkapta: 1969-ben

### César-díj
- 2004 díj Monsier Ibrahim és a Korán virágai (legjobb férfi színész)

### Velencei filmfesztivál
- 2004 közönségdíj Monsier Ibrahim és a Korán virágai (legjobb férfi színész megosztva Benicio del Toróval a 21 gramm című filmért)
- 2004 Életműdíj